# Wanniyala-Aetto

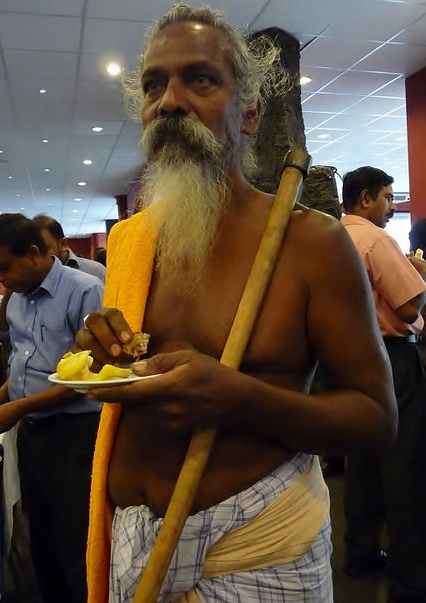

Wanniyala-Aetto, cunoscut și ca vedda sau veddah, este un popor băștinaș din Sri Lanka. S-au găsit rămășițe umane de acum 18.000 mii de ani care dovedesc o continuitate genetică cu poporul Wanniyala-Aetto. În antropologia clasică au fost catalogați de către antropologi precum Henry Vallois sau Carleton S. Coon alături de băștinașii australieni ca făcând parte din raza australoidă sau primitivă. În 2002, erau 2.500 persoane aparținând populației vedda.

## Denumire
Wanniyala-Aetto în limba vedda înseamnă oamenii pădurii. Cuvintele Veddas sau Veddah provin din limba tamilă de la cuvântul vedar("வேடுவர்") și înseamnă vânători. În cronica istorică Mahavansha scrisă în limba pali erau denumiți Yakkhas.

## Stilul tradițional de viață
La origini, poporul Wanniyala-Aetto ducea un trai de vânători-culegători. Foloseau arcuri și săgeți pentru a vâna, culegeau plante,fructe de pădure și miere. Apoi s-au deprins cu mica agricultură, sădind plante în luminișuri create în pădure prin tăiere și incendiere. Pe țărmul estic practicau și pescuitul. 
În 1950, guvernul din Sri Lanka a despădurit teritoriul în care ei trăiau și l-au dat colonilor singalezi. În 1983 ultimul refugiu al poporului Wanniyala-Aetto a fost declarat parc național și locuitorii tribului au fost deportați forțat către alte localități și li s-a interzis întoarcerea în pădure fără autorizație. Din aceste cauze poporul Wanniyala-Aetto și străvechea sa cultură încep să dispară. Legislația privitoare la păduri și războiul civil au întrerupt forma tradițională de viață. 
Asimilarea culturală și căsătoriile mixte cu populația majoritară contribuie și ele la pierderea identității și culturii. Marea parte a populației Wanniyala-Aetto a împrumutat limba altor popoare precum limba singaleză sau limba tamilă. 
În Sri Lanka, cuvântul vedda a căpătat conotații peiorative astfel că și singalezii sau tamilii săraci sunt denumiți vedda.